# Dannii Minogue

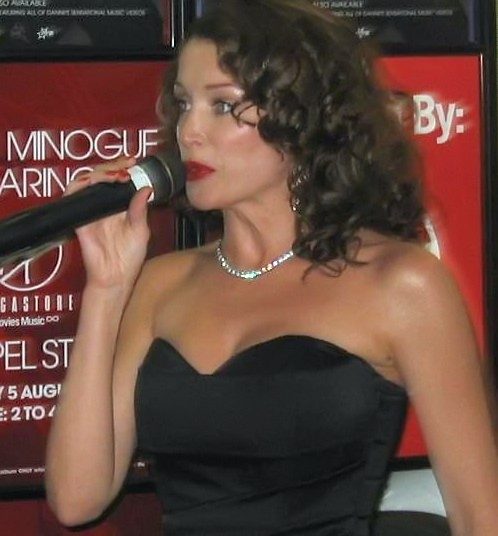
Danielle Minogue, 2006

Danielle Jane Minogue (n. 20 octombrie, 1971) este o cântăreață-compozitoare australiană, personalitate de televiziune și ocazional actriță, model și designer. Minogue a devenit cunoscută la începutul anilor 1980 datorită rolurilor sale în emisiunile de la televiziunea australiană, înainte de a deveni vedetă pop la începutul anilor 1990. Este sora cântăreței și actriței Kylie Minogue.

## Discografie

### CD-uri
- Love & Kisses (1991)
- Get Into You (1993)
- Girl (1997)
- The Singles (1998)
- The Remixes (1999)
- Neon Nights (2003)
- The Hits & Beyond (2006)
- Club Disco (2007)
- Unlished (2007)
- The Early Years (2008/2009)
- The 1995 Sessions (2009)

### VHS-uri și DVD-uri
- Love and Kisses: Video Collection (1992)
- Get into You: Video Collection (1994)
- The Videos (1994)
- The Hits & Beyond (Bonus DVD) (2006)
- Dannii Minogue: The Video Collection (2007)

### Discuri single
| An | Titlu                                            | Poziție în clasament | Poziție în clasament | Poziție în clasament | Poziție în clasament | Poziție în clasament | Poziție în clasament | Poziție în clasament | Poziție în clasament | Poziție în clasament | Poziție în clasament | Certificări ARIA | Album                            |
| An | Titlu                                            | AUS                  | FRA                  | GER                  | IRL                  | OL                   | SUE                  | ELV                  | RU                   | UK Club              | US Dance             | Certificări ARIA | Album                            |
| --- | ------------------------------------------------ | -------------------- | -------------------- | -------------------- | -------------------- | -------------------- | -------------------- | -------------------- | -------------------- | -------------------- | -------------------- | ---------------- | -------------------------------- |
| 1990                                                                                                   | „Love and Kisses”                                | 4                    | —                    | —                    | 22                   | —                    | —                    | —                    | 8                    | —                    | —                    | Gold             | Dannii/Love and Kisses           |
| 1990                                                                                                   | „Success”                                        | 28                   | —                    | —                    | 15                   | —                    | —                    | —                    | 11                   | —                    | —                    |                  | Dannii/Love and Kisses           |
| 1990                                                                                                   | „I Don't Wanna Take This Pain”                   | 92                   | —                    | —                    | —                    | —                    | —                    | —                    | 40                   | —                    | —                    |                  | Dannii/Love and Kisses           |
| 1991                                                                                                   | „Jump to the Beat”                               | 48                   | —                    | —                    | 5                    | —                    | —                    | —                    | 8                    | —                    | —                    |                  | Dannii/Love and Kisses           |
| 1991                                                                                                   | „Baby Love”                                      | 26                   | —                    | —                    | 18                   | —                    | —                    | —                    | 14                   | —                    | —                    |                  | Dannii/Love and Kisses           |
| 1992                                                                                                   | „Show You the Way to Go”                         | —                    | —                    | —                    | —                    | —                    | —                    | —                    | 30                   | —                    | —                    |                  | Get Into You                     |
| 1992                                                                                                   | „Love's on Every Corner”                         | —                    | —                    | —                    | —                    | —                    | —                    | —                    | 44                   | —                    | —                    |                  | Get Into You                     |
| 1993                                                                                                   | „This Is It”                                     | 13                   | —                    | —                    | 17                   | —                    | —                    | —                    | 10                   | —                    | —                    | Gold             | Get Into You                     |
| 1993                                                                                                   | „This Is the Way”                                | 45                   | —                    | —                    | —                    | —                    | —                    | —                    | 27                   | —                    | —                    |                  | Get Into You                     |
| 1994                                                                                                   | „Get Into You”                                   | 79                   | —                    | —                    | —                    | —                    | —                    | —                    | 36                   | —                    | —                    |                  | Get Into You                     |
| 1995                                                                                                   | „Rescue Me” (cu EuroGroove)[E]                   | —                    | —                    | —                    | —                    | —                    | —                    | —                    | —                    | —                    | —                    |                  | EuroGroove: The Best Of          |
| 1995                                                                                                   | „Boogie Woogie” (cu EuroGroove)[E]               | —                    | —                    | —                    | —                    | —                    | —                    | —                    | —                    | —                    | —                    |                  | EuroGroove: The Best Of          |
| 1997                                                                                                   | „All I Wanna Do”                                 | 11                   | —                    | —                    | —                    | —                    | —                    | —                    | 4                    | 1                    | —                    | Gold             | Girl                             |
| 1997                                                                                                   | „Everything I Wanted”                            | 44                   | —                    | —                    | —                    | —                    | —                    | —                    | 15                   | 1                    | —                    |                  | Girl                             |
| 1998                                                                                                   | „Disremembrance”                                 | 53                   | —                    | —                    | —                    | —                    | —                    | —                    | 21                   | 1                    | —                    |                  | Girl                             |
| 1998                                                                                                   | „Coconut”[F]                                     | —                    | —                    | —                    | —                    | —                    | —                    | —                    | —                    | —                    | —                    |                  | Girl                             |
| 1999                                                                                                   | „Everlasting Night”[F]                           | 42                   | —                    | —                    | —                    | —                    | —                    | —                    | —                    | —                    | —                    |                  | Gay & Lesbian Mardi Gras of 1999 |
| 2001                                                                                                   | „Who Do You Love Now?” (cu Riva)[H]              | 15                   | —                    | 14                   | 20                   | 26                   | 25                   | 35                   | 3                    | 1                    | 12                   |                  | Neon Nights                      |
| 2002                                                                                                   | „Put the Needle on It”                           | 11                   | —                    | —                    | 20                   | 30                   | —                    | —                    | 7                    | 1                    | 17                   | Gold             | Neon Nights                      |
| 2003                                                                                                   | „I Begin to Wonder”                              | 14                   | 7                    | —                    | 22                   | 45                   | 20                   | 31                   | 2                    | 1                    | 9                    | Gold             | Neon Nights                      |
| 2003                                                                                                   | „Don't Wanna Lose This Feeling”                  | 22                   | 40                   | —                    | —                    | 66                   | —                    | —                    | 5                    | 1                    | 8                    |                  | Neon Nights                      |
| 2004                                                                                                   | „Come and Get It” (cu J.C.A.) [G]                | —                    | —                    | —                    | —                    | —                    | —                    | —                    | —                    | —                    | —                    |                  | Neon Nights                      |
| 2004                                                                                                   | „You Won't Forget About Me” (cu Flower Power)[H] | 20                   | 55                   | —                    | 22                   | —                    | —                    | —                    | 7                    | 1                    | —                    |                  | The Hits & Beyond / Club Disco   |
| 2005                                                                                                   | „Perfection” (cu Soul Seekerz)                   | 13                   | —                    | 30                   | 38                   | 28                   | —                    | —                    | 11                   | 1                    | —                    |                  | The Hits & Beyond / Club Disco   |
| 2006                                                                                                   | „So Under Pressure”                              | 16                   | —                    | —                    | 31                   | —                    | —                    | —                    | 20                   | 1                    | —                    |                  | The Hits & Beyond / Club Disco   |
| 2007                                                                                                   | „I Can't Sleep at Night”[G]                      | —                    | —                    | —                    | —                    | —                    | —                    | —                    | —                    | —                    | —                    |                  | The Hits & Beyond / Club Disco   |
| 2007                                                                                                   | „He's the Greatest Dancer”                       | 37                   | —                    | —                    | —                    | —                    | —                    | 9                    | —                    | 1                    | —                    |                  | Club Disco                       |
| 2007                                                                                                   | „Touch Me Like That” (cu Jason Nevins)           | —                    | —                    | —                    | —                    | —                    | —                    | —                    | 48                   | 1                    | —                    |                  | Club Disco                       |
| „—” denotă material discografic care nu a intrat în clasament sau nu a fost lansat în țara respectivă. |                                                  |                      |                      |                      |                      |                      |                      |                      |                      |                      |                      |                  |                                  |